# أدي براون
أدي براون هي مغنية كندية، ولدت في 23 نوفمبر 1962 في تورونتو في كندا.

## وصلات خارجية
- الموقع الرسمي
- أدي براون على موقع ميوزك برينز (الإنجليزية)
- أدي براون على موقع أول ميوزيك (الإنجليزية)